# Theo Smeets

Theo Smeets

Theo Smeets (* 11. März 1964 in Valkenburg, Niederlande) ist ein niederländischer Schmuckgestalter.

## Ausbildung und Beruf
Smeets arbeitet seit 1998 als Professor für Schmuckgestaltung an der Fachhochschule Trier am Fachbereich Gestaltung in der Fachrichtung Edelstein- und Schmuckdesign in Idar-Oberstein. Er war Prodekan des Fachbereichs Gestaltung und Leiter der Fachrichtung von 2005 bis 2011.
Er lernte Gold- und Silberschmieden an der Vakschool Schoonhoven (1982–1986) in Schoonhoven und studierte Schmuckgestaltung an der Gerrit-Rietveld-Akademie (1986–1992) in Amsterdam bei Joke Brakman, Onno Boekhoudt und Ruudt Peters.

## Auswahl der Ausstellungen
- 1990: Hiko Mizuno College, Tokio
- 1993: De oogst, Stedelijk Museum, Amsterdam; Tekens & ketens, Museum v/d Togt, Amstelveen, Niederlande
- 1995: Contemporary Dutch Jewellery, Sofa, Chicago, USA
- 1996: European Jewelry, Sofa[1], Miami, USA
- 1998: Solo, Museum het kruithuis, Den Bosch, Niederlande
- 2001: Op de huid, Arnhem Museum, Arnheim, Niederlande
- 2002: Diadeem voor Máxima, Museum het kruithuis, Den Bosch, Niederlande
- 2004: Valuable links. Jewels from the OSCE countries, Museum für Völkerkunde, Wien; 'A Tiara for Maxima', Gold Treasury Museum, Melbourne
- 2005: Travelling Symposium, Museo Travassos, Douro, Portugal
- 2006: Turnov Symposium '06 - The Collection, Museum Turnov, Tschechien
- 2007: "SkinCase", Pedros Y Pegassos, Porto, Portugal
- 2009: "3 of a kind - V" Galerie AdK, Amsterdam, Niederlande
- 2011: "Triennale du bijou contemporain", Mons, Belgien